# Famille de Guillebon
La famille de Guillebon (autrefois Le Toillier ou Le Thoillier) est une famille subsistante de la noblesse française originaire de Picardie maintenue noble en 1666.
Elle compte de nombreux militaires, prêtres, religieux et religieuses, un acteur, un journaliste et essayiste.

## Histoire

### Origine
Le premier membre connu de cette famille est Jean Le Toillier, dit Guillebon  qui achète en 1463 à Audry Sausson  une partie du fief d'Angivillers en Picardie et en obtient la saisine de Gilles d'Amerval, seigneur d'Angivillers,.
Jean le Tollier, dit Guillebon est le père de Jean II Le Toillier, dit Guillebon, qui continue la famille et de de Philippe, religieux, docteur en théologie, qui achète en 1494 la seigneurie d'Angivillers à Gilles d'Amerval et la cède à sa mort en 1497 à son frère aîné Jean.
Jean II Le Toillier, dit Guillebon, écuyer, seigneur d'Angivillers, épouse en premières noces Marie Guienart, dont il a entre autres Philippe, qui suit.
Philippe Le Toillier, dit Guillebon, écuyer, seigneur d'Angivillers, Ravenel et la Rue-Saint-Pierre en partie, épouse Gabrielle de Chasserate   dont postérité.

### Branches
Antoine Le Thoillier dit Guillebon, seigneur de Beauvoir, marié à Marie Aux Cousteaux, a pour fils Claude et Aaron, auteur de deux branches.
- Claude de Guillebon, écuyer, seigneur de Beauvoir, mentionné en 1582, marié à Suzanne du Caurel, l'auteur de la branche de Beauvoir (seule subsistante de nos jour)[3].
- Aaron de Guillebon, écuyer, seigneur de Blancfossé, marié en 1582 à Marie du Puy est l'auteur de la branche de Wavignies[3],[4]
- Une branche se fixe en Bourbonnais où Gilbert de Guillebon, sieur de Chezelles et de Montluisant est conseiller du Roi et président en l'élection de Gannat. Marié à Nicole de Vauhardy (fille de Jean, bourgeois de Paris et d'Anne de Ronzière), il est le petit-fils de Philippe Le Thoillier dit Guilbon de la branche d'Angivillers, marié à Gabrielle de Chasserat[5].

### Noblesse
- Maintenue de noblesse le 7 août 1666[6],[7],[3].
- Maintenue de noblesse le 27 mars 1700 sur une filiation noble prouvée remontant à 1555[6],[3].
- Confirmée noble et anoblie en tant que de besoin en 1704 pour la branche établie en Bourbonnais[3].

Nicolas de Guillebon, seigneur de Beauvoir et Jean de Guillebon son frère, habitué prés de Bapaume; ont produit des titres de quatre races depuis le 28 Juillet 1551 avec Antoine le Thoillier, dit de Guillebon leur trisaïeul.
Régis Valette dans le Catalogue de la noblesse française (2007) retient une filiation noble prouvée remontant à 1528.
La famille de Guillebon a été admise à l'Association d'entraide de la noblesse française en 1955.
Selon Régis Valette, cette famille comptait 154 représentants masculins vivants en 2007. Selon l'association de la famille, elle comptait 200 représentants masculins vivants en 2022.

## Armes et devise
- D'azur à la bande d'or accompagnée de trois besants du même, deux en chef et un en pointe[3].
- Devise: J'attens, je prétens, et j'espère en tout temps.

## Personnalités

### Sous l'Ancien régime
- Claude de Guillebon de Beauvoir (1550-1621), ligueur, gouverneur pour le roi de Clermont en Beauvaisis (1590) puis de Bresles pendant les guerres de Religion[11]. Il prit part aux sièges de La Charité, d'Issoire, de La Fère, à la bataille de Coutras et au siège d'Amiens[réf. souhaitée].

- Anne de Guillebon de Beauvoir, abbesse de l'abbaye Notre-Dame de Biaches (Péronne) en 1693[12].

- Louis de Guillebon (1668-1736), officier d'artillerie, chevalier de l'ordre royal et militaire de Saint-Louis. Il prit part aux sièges de Furnes, Dixmude, Charleroi, Mons, Namur, aux batailles de Nerwinde, de Steinkerque, de Lens ainsi qu'aux bombardements de Bruxelles et de Fleurus. Il fut blessé au cours du bombardement de Fleurus[13][réf. à confirmer].

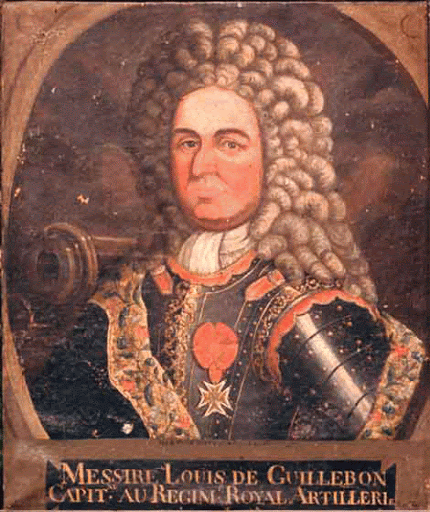
Louis de Guillebon (1668-1736)

- Antoine de Guillebon de Wavignies (1675-1758), garde du corps du roi Louis XIV, compagnie du duc de Villeroy (1708), brigadier des armées du roi (1719), chevalier de l'ordre royal et militaire de Saint-Louis.

- Claude Antoine de Guillebon-Beauvoir (1752-1816), il entra dans les chevau-légers de la garde ordinaire du roi et reçut son certificat le 31 mai 1761. Lors de leur suppression, en 1776, il passa dans les gardes du corps du roi Louis XVI, compagnie de Luxembourg. Capitaine de cavalerie, Lieutenant des maréchaux de France en 1787 et chevalier de l'ordre royal et militaire de Saint-Louis le 10 juin 1792. Membre de l'assemblée de l’élection de Montdidier en 1787, membre du conseil permanent de la ville d'Amiens en 1789. Lui et ses neuf fils reçurent l'ordre (ou décoration) du Lys en 1814.

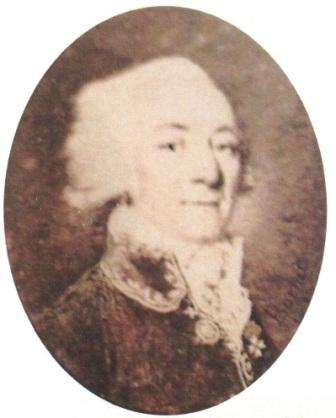
Claude-Antoine de Guillebon-Beauvoir.

- Charles Marie Joseph de Guillebon-Bazentin (1755-1837), prêtre du diocèse de Noyon, puis d'Amiens, chanoine titulaire de Saint-Fursy (1764), curé-doyen de Saint-Sauveur de Péronne (1788-1791), curé et archiprêtre de Saint-Jean-Baptiste de Péronne (1802-1816)[14]. Il prêta le serment civique le 23 janvier 1791 puis se rétracta publiquement le 19 mars[15]. Il émigra à Maastricht, fut emprisonné après la prise de la ville par les armées révolutionnaires, puis placé en surveillance à Combles. Bienfaiteur de Bazentin et du diocèse d'Amiens[16].

### XIXesiècle
- Martial de Guillebon (1773-1861), officier supérieur de cavalerie, garde du corps du roi Louis XVI, compagnie du Luxembourg, chevalier de l'ordre royal et militaire de Saint-Louis, seigneur puis maire du Frestoy-Vaux. Il se tint aux côtés des défenseurs de Louis XVI lors des journées des 5 et 6 octobre 1789. Émigré à Maastricht, il intégra l'Armée des Princes et fut membre de l'armée de Condé de 1792 à 1794[17].

- Alexandre de Guillebon (1790-1841), polytechnicien et ingénieur en chef des ponts et chaussées. Inspecteur de l'École des ponts et chaussées. Après les périodes de Révolution et de guerres napoléoniennes, l'Oise n'était plus une voie navigable. Chargé par le ministère de l'intérieur de sa remise en état de navigabilité, il entreprit de créer ou de remettre en état les écluses de Pont-Sainte-Maxence, Creil, Royaumont et Pontoise. Maire de Wavignies, conseiller général de l'Oise, chevalier de la Légion d'honneur, il fut aussi professeur titulaire de la chaire de mécanique appliquée à l'École des ponts et chaussées, succédant ainsi à Henri Navier.

- Gustave de Guillebon (1837-1892), officier d'infanterie, maire d'Essuiles, conseiller d'arrondissement. Héros de la guerre du Mexique, il reçut à 28 ans la Légion d'honneur et la médaille de l'ordre impérial de Notre-Dame de Guadalupe. En 1870, nommé membre du Conseil consultatif permanent pour la défense de la Somme[18], il fut, à la tête du 2e bataillon de la Garde nationale, l'un des principaux chefs de la résistance amiénoise à l'invasion prussienne[19]. Maire d'Essuiles-Saint-Rimault, il fut déposé en 1888 pour avoir refusé de retirer les crucifix de l'école communale, à la demande conjointe du préfet de l'Oise et du président de la République, Sadi Carnot[20].

### XXesiècle
- Madeleine de Guillebon, sœur Cécile (1869-1943), religieuse de Saint-Vincent-de-Paul. Pendant toute la durée de la Première Guerre mondiale, elle demeura seule à Hersin-Coupigny, au péril de sa vie, sous le feu des canons allemands, soignant les blessés et enterrant les morts. Le 21 février 1919, elle reçut la médaille de la Reconnaissance française, attribuée pour la première fois, avec la citation suivante : "modèle de dévouement, de courage et d'abnégation. Depuis le début des hostilités, et malgré de fréquents bombardements, prodigua aux blessés les soins les plus empressés et donna à la population, durement éprouvée, l'exemple des plus belles qualités civiques[21]".

- Ludovic de Guillebon (1870-1946), polytechnicien, lieutenant-colonel d'artillerie de marine, écrivain et magistrat, officier de la Légion d'honneur. Au cours de la Première Guerre mondiale, il prit part aux batailles de Charleroi, de Guise et de la Marne, à l'offensive de Champagne, à la bataille de Verdun puis à la bataille de la Somme[22]. Après l'armistice, il fut nommé à la Haute Commission interalliée des territoires rhénans comme contrôleur de justice puis comme adjoint de l'administrateur supérieur de Trèves[23]. Généalogiste, écrivain, membre de l'Académie delphinale, président régional de la ligue des Croix-de-Feu puis du Parti social français[24], bienfaiteur du musée du château de Vizille.

- François de Guillebon (1901-1945), polytechnicien, capitaine de réserve, PDG de la Manufacture Lilloise de Chaînes, président de l’Action catholique indépendante de Lille, « honorable correspondant » depuis 1936. Au début de 1943, il devint l’adjoint du commandant Christiaens pour la mise en place, dans le Nord, d’un Bureau de sécurité militaire clandestin, sur demande du colonel Navarre. Une imprudence d’un membre de l’Organisation entraîne l’arrestation du commandant Christiaens, puis le 12 décembre 1943, celle de François de Guillebon qui est emprisonné à Loos. Après les camps de Compiègne, Auschwitz et Buchenwald, il est finalement incarcéré au camp de Sachsenhausen-Orianenburg. Attaché au travail de nuit dans les usines Klinker de sinistre réputation, c’est au repos dans les baraquements avec ses camarades, que les bombardements alliés le surprennent. Il est tué le 10 avril 1945, alors qu’il essayait de dégager l’un de ses compagnons. Son nom figure sur le mémorial de l’Association française des services de la Défense nationale à Ramatuelle. Il fut chevalier de la Légion d’honneur à titre posthume, croix de guerre 1939-1945, médaille de la Résistance avec rosette[25],[26].

- Jacques de Guillebon (1909-1985), polytechnicien, chef d'état-major de la colonne Leclerc et de la Force L, sous-chef d'état-major de la 2e division blindée en 1943, général de corps d'armée, grand officier de la Légion d'honneur, compagnon de la Libération, commandant de l'École polytechnique (1957-1959), gouverneur militaire de Toulouse, directeur de l'Institut des hautes études de défense nationale (IHEDN) et du Centre des hautes études militaires (CHEM) de 1966 à 1969. Il fut le beau-père) et père adoptif de Jeanne-Claude Denat de Guillebon (1935-2009), artiste œuvrant avec son époux Christo.Plaque de la gare Montparnasse rappelant la reddition de Paris. Y figure le nom de Jacques de Guillebon

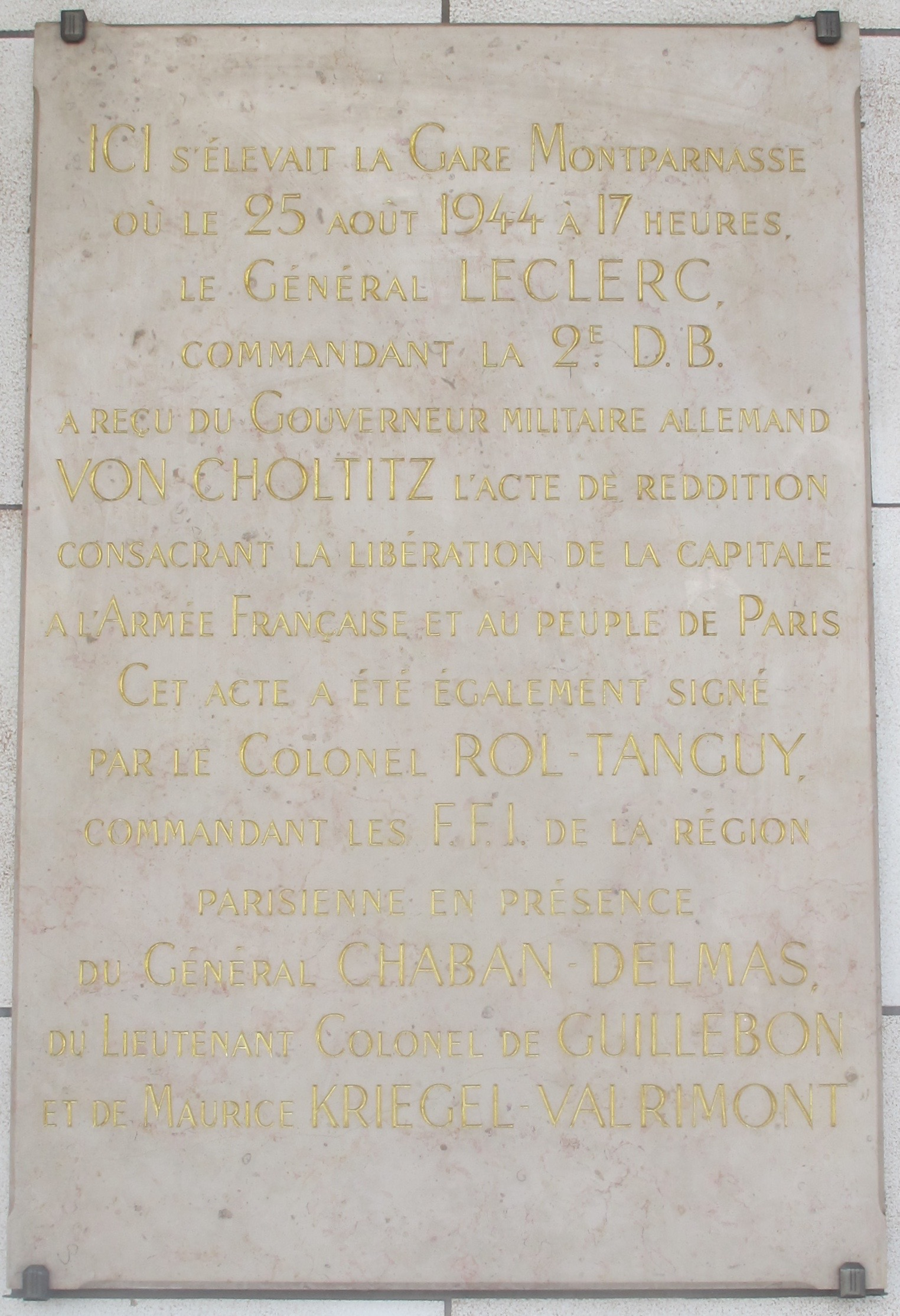
Plaque de la gare Montparnasse rappelant la reddition de Paris. Y figure le nom de Jacques de Guillebon

- Hubert de Guillebon (1909-1991), intendant militaire, secrétaire général de l'Association des Français Libres, officier de la Légion d'honneur, croix de guerre 1939-1945, médaille de la résistance avec rosette[27].

### Période contemporaine
- Philippe Henry Yves de Guillebon (1934-), ingénieur océanographe, pilote du bathyscaphe l'Archimède et commandant du groupe des bathyscaphes de 1967 à 1979. Sélectionné pour un vol dans une fusée russe en 1977, il aurait dû être le premier français à voyager dans l'espace. En 2017, son nom fut gravé sur le Mémorial de la Cité de la Mer, à Cherbourg, parmi les seize noms légendaires de la plongée en submersible[28].
- Alain de Guillebon (1955-), général de brigade[29],[30], directeur du département Sciences politiques de l'Institut catholique d'études supérieures.
- Bernard de Guillebon (1957-), général de brigade[31].
- Xavier de Guillebon (1963-), acteur.
- Jacques de Guillebon (1978-), essayiste et journaliste.

## Galerie

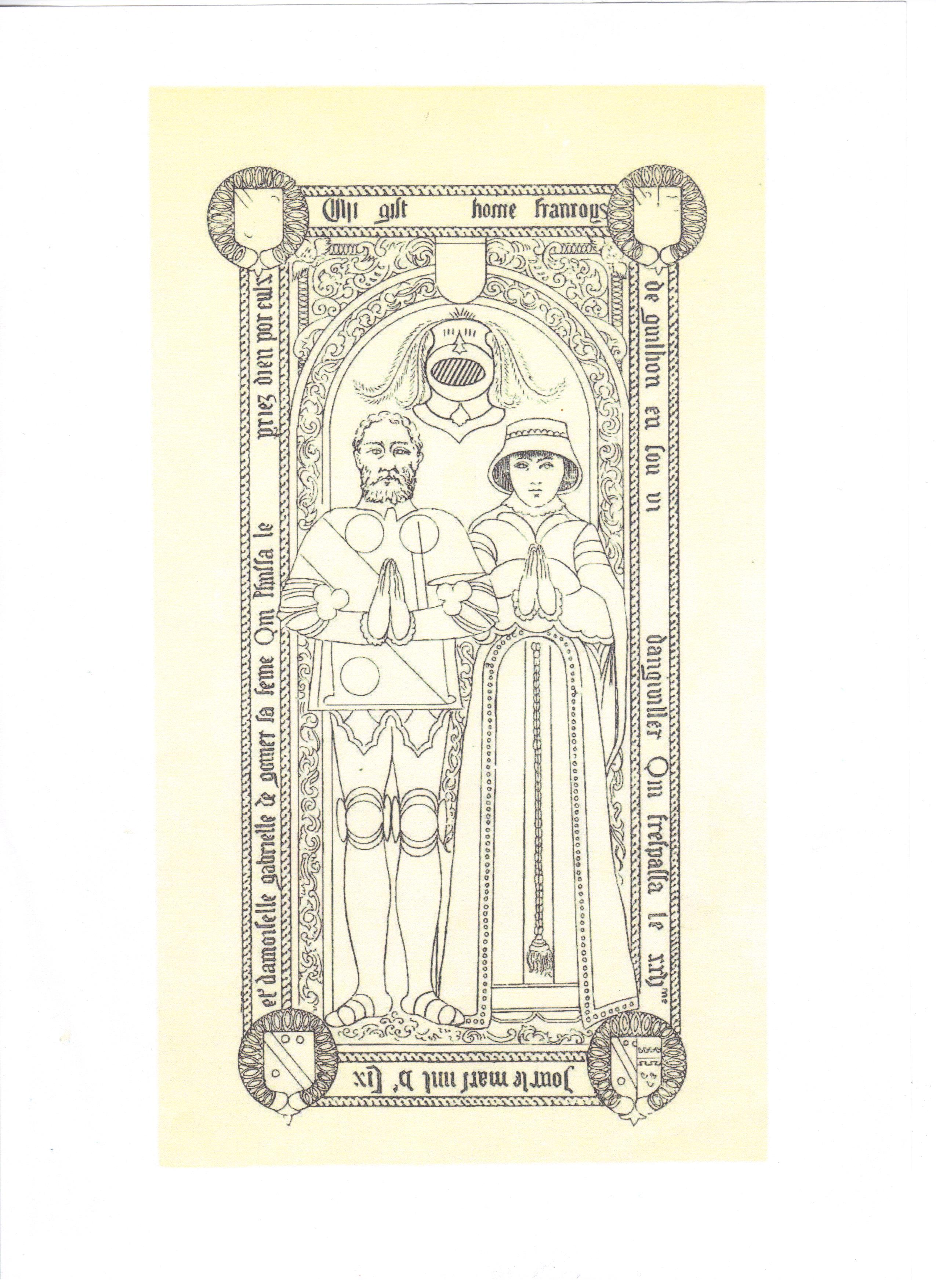
Pierre tombale (XVIe siècle) de François de Guillebon, seigneur d'Angivillers et de sa femme Gabrielle de Gomer.
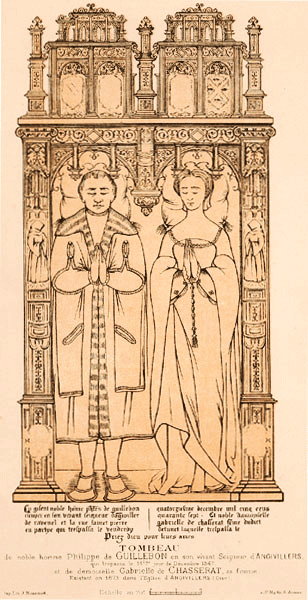
Pierre tombale de Philippe de Guillebon, seigneur d'Angivillers et de sa femme Gabrielle de Chasserat.
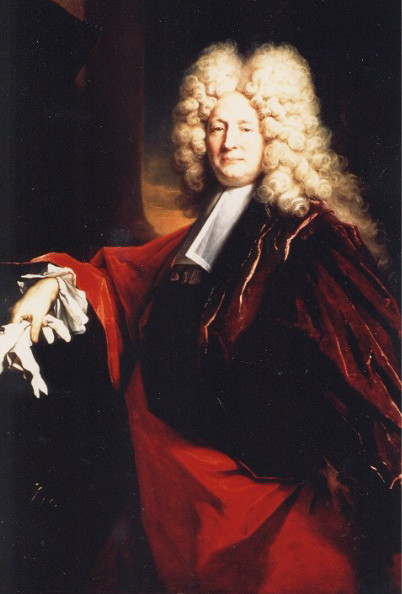
Portrait présumé de Claude de Guillebon, échevin de Paris en 1701.
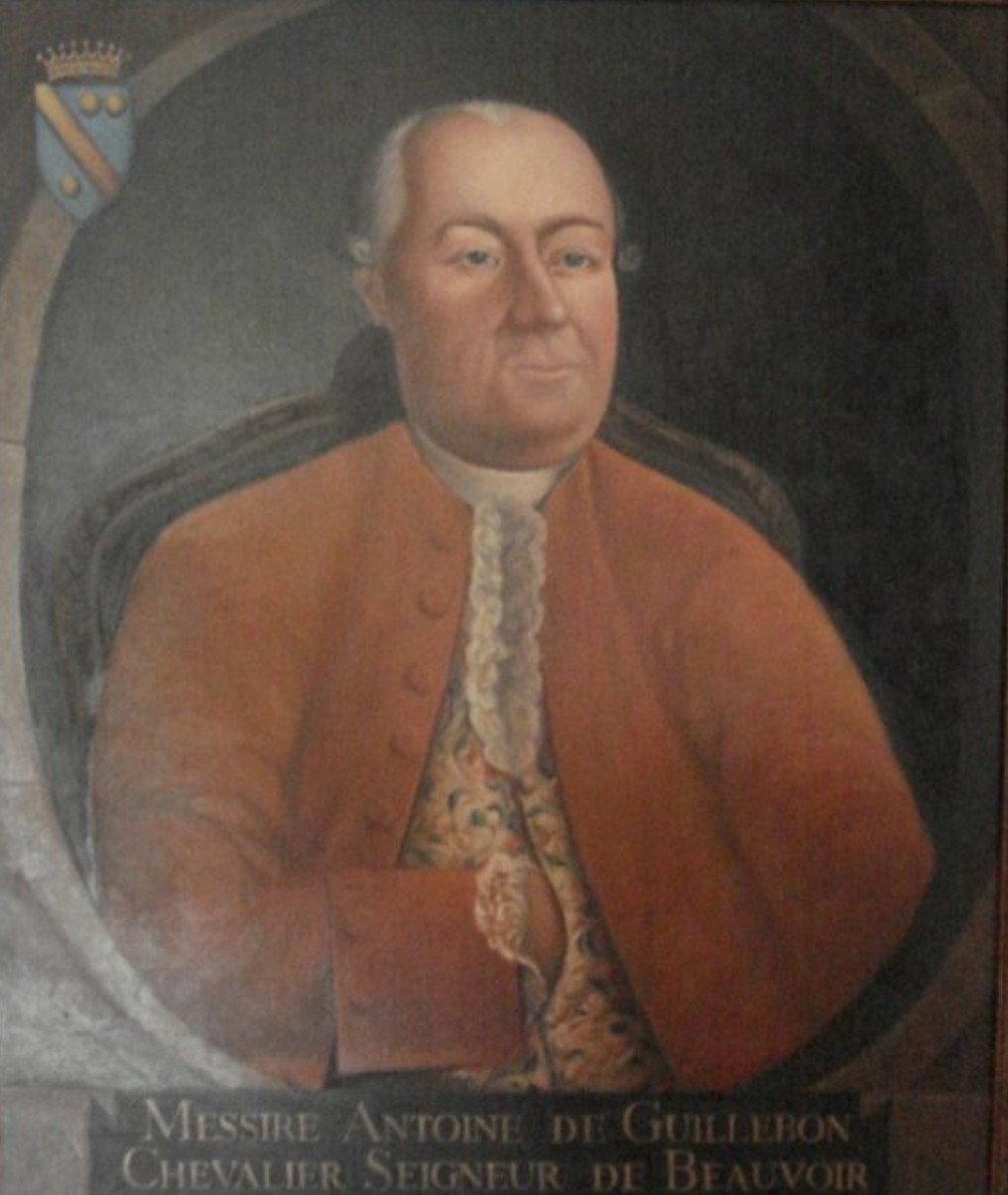
Antoine de Guillebon (1726-1805)
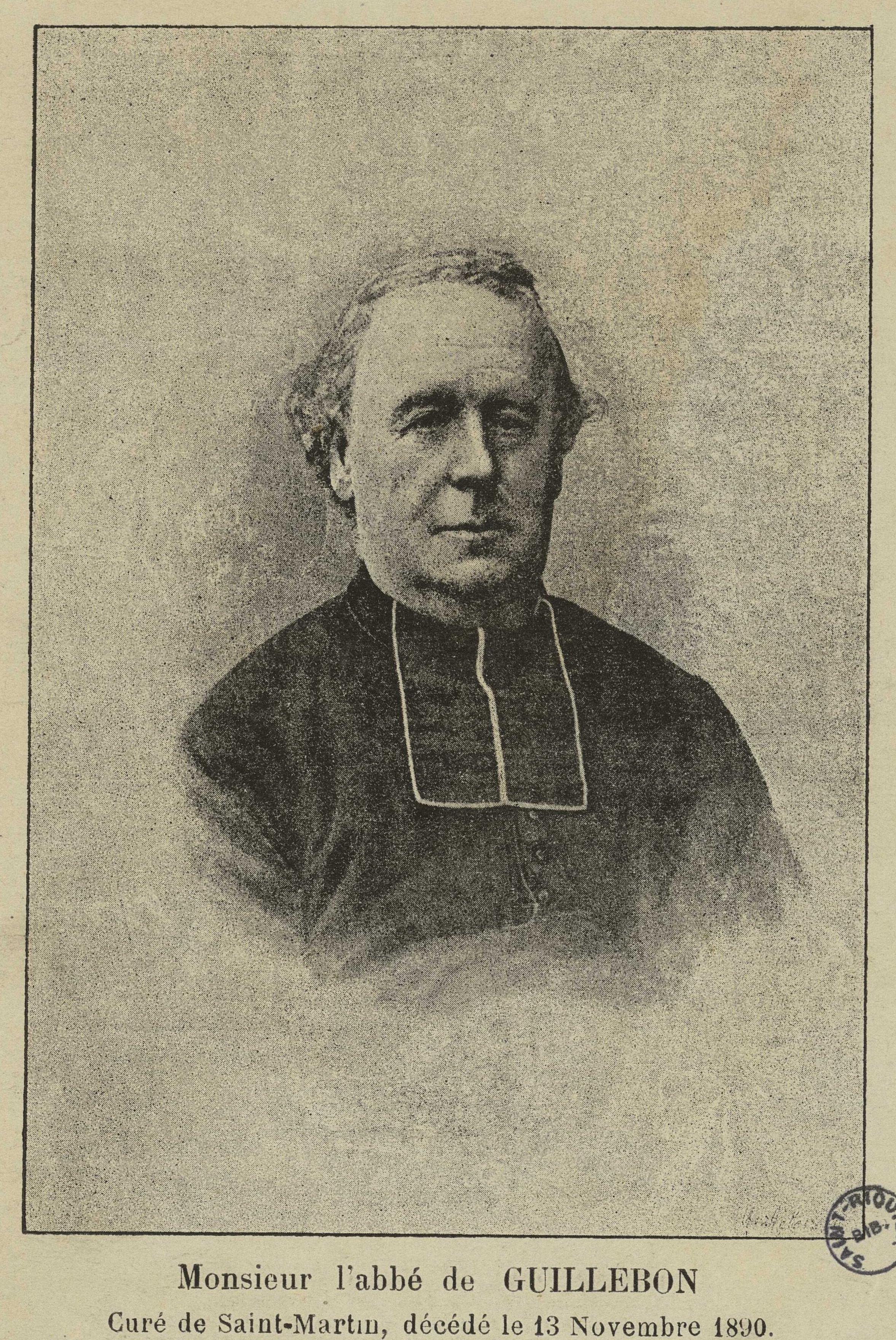
L'abbé de Guillebon
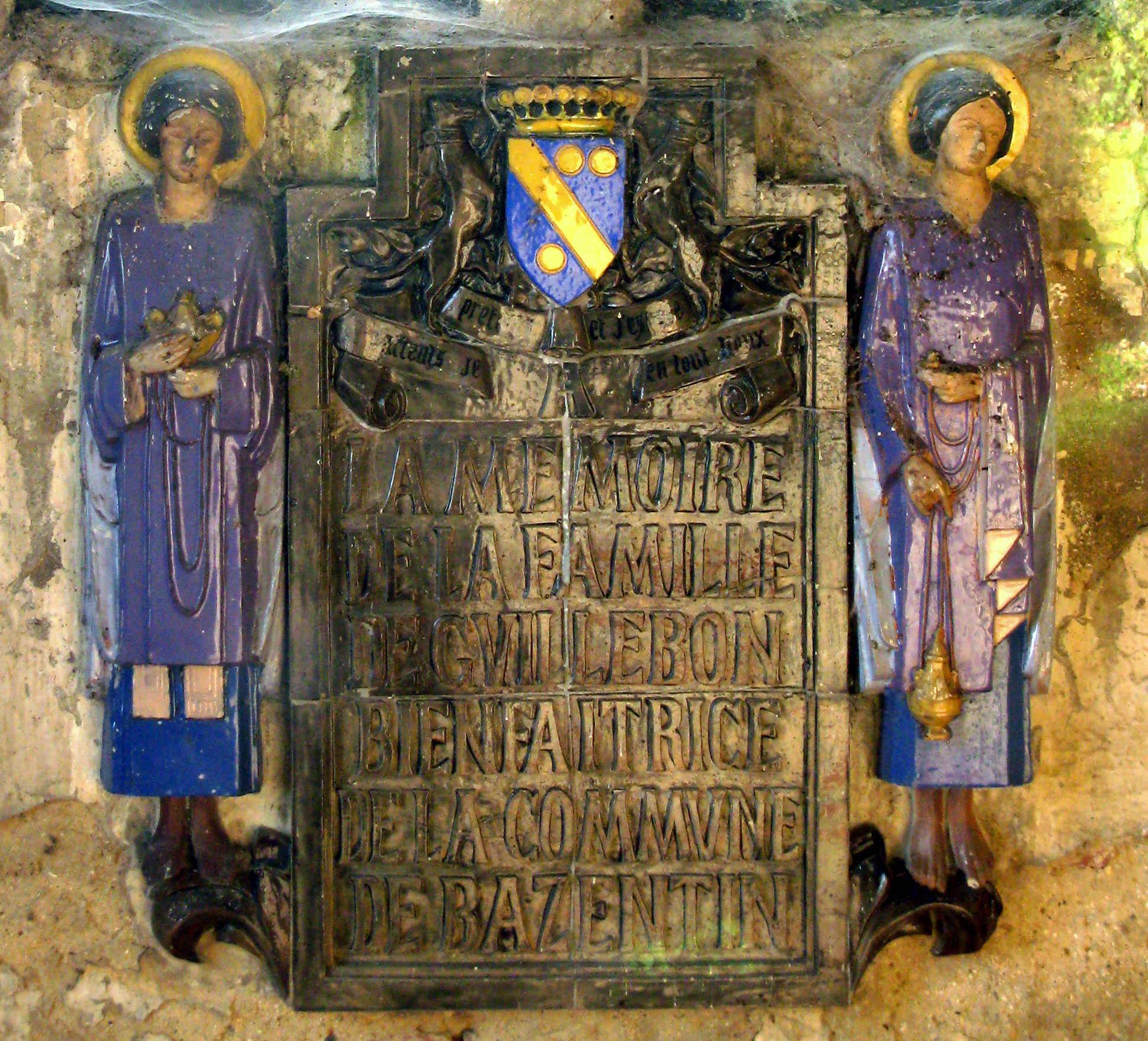
"Plaque" en céramique apposée sur le mur gauche à l'intérieur de la chapelle de Guillebon, à Bazentin.
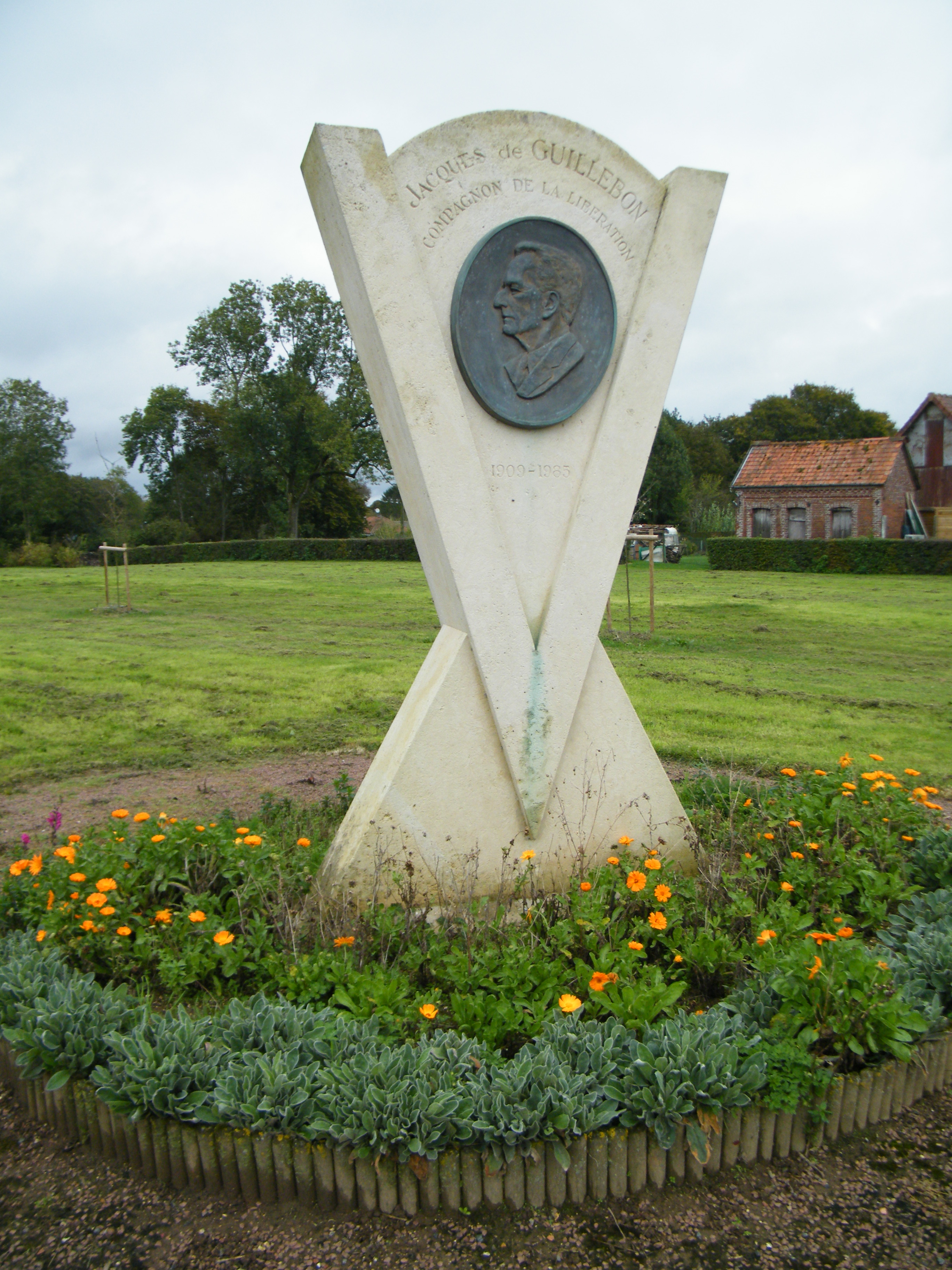
Monument au général Jacques de Guillebon, compagnon de la Libération, à Essertaux.
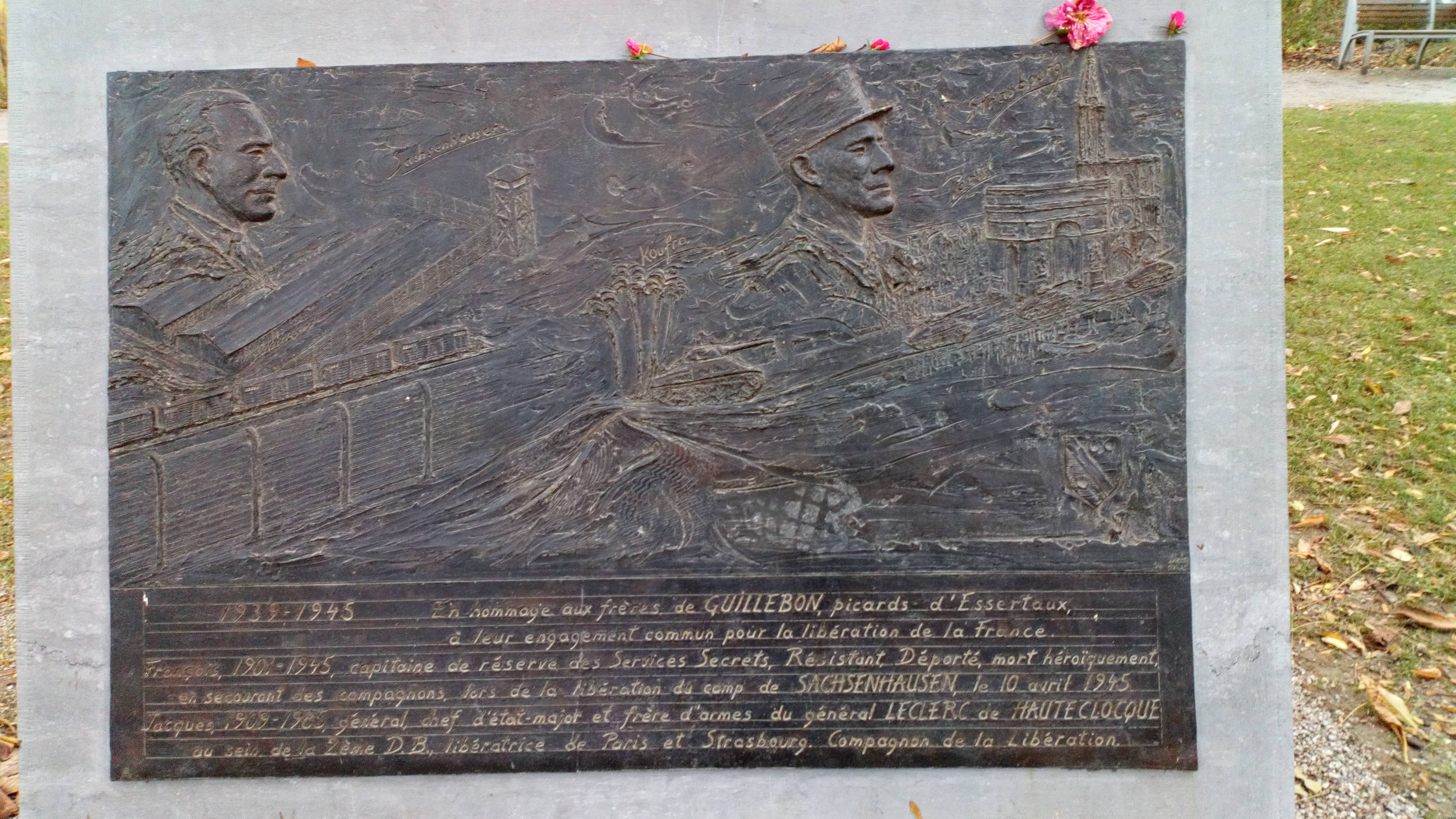
Stèle aux frères de Guillebon.
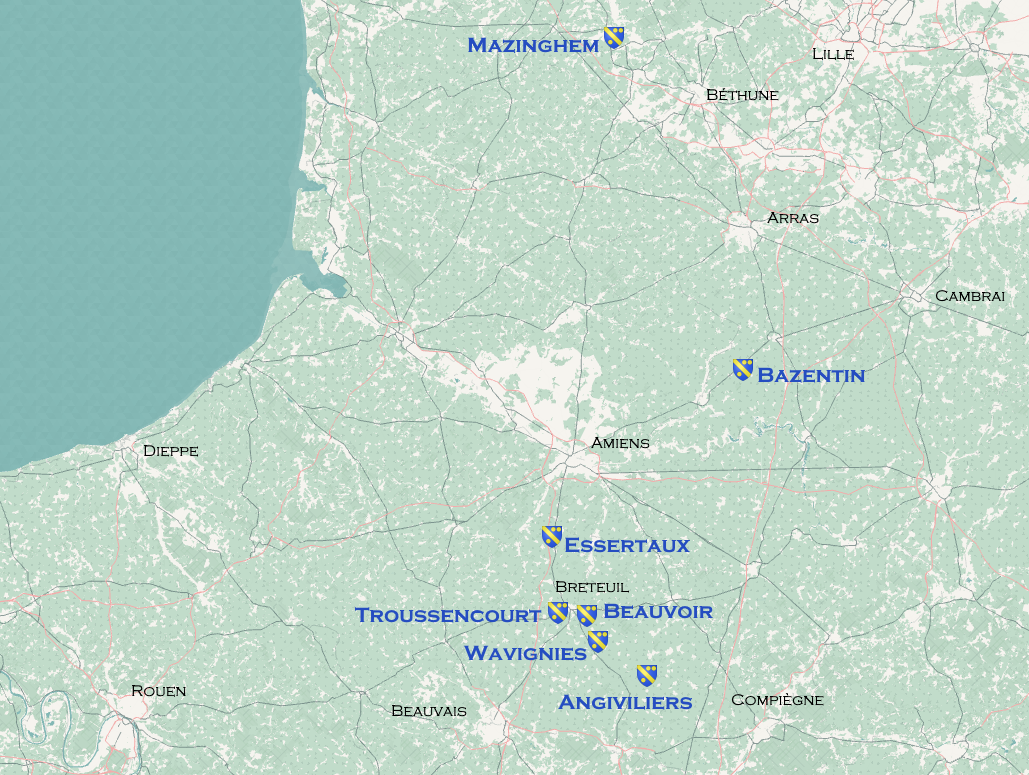
Emplacement des branches de la famille de Guillebon

## Possessions

### seigneuries
- Angivillers (1464 à 1593)
- Beauvoir (acquis en 1555)

### Propriétés ayant appartenu ou appartenant actuellement à des membres de la famille
- Château d'Angivillers
- Château de Beauvoir (château actuel, reconstruit à l'identique après un incendie en 2015)
- Château de Ravenel
- Château de Troussencourt
- Château d'Essertaux
- Château du Frestoy-Vaux
- Château de Troissereux
- Château de Fontaine-Bonneleau
- Château de Beaumetz-lès-loges
- Château de Rennes-sur-Loue
- Château de Saint-Remy-en-l'Eau
- Château de Saint-Rimault
- Château de Salperwick

## Alliances
Les principales alliances de la famille de Guillebon sont : de Piennes (1490), d'Auvergne (1492), de Tristan (1514), de Feuquières (1540), de Gomer (1547,1786), de Garges (1575), de Lespinay (1580), de Corbie (1595), de Monchy (1604,1648,1732,1778), Oger de Cavoye (1634), de la Chaussée d'Eu (1660), de Mailly (1677), de Louvel-Lupel (1758), de Riencourt (1808), de Croix (1821), de Lobkowicz, de Massia.

## Postérité
- Allée du Chef-d'Escadron-de-Guillebon, dans les 14e et 15e arrondissements de Paris. Elle fut inaugurée le 3 août 1994, en présence d'Edouard Balladur, premier ministre, de Jacques Chirac, maire de Paris, de la Maréchale Leclerc de Hautecloque et de l'épouse de Jacques de Guillebon, Précilda de Guillebon.
- Rue François de Guillebon, La Madeleine (59)
- Rue du Général de Guillebon, Essertaux (80), qui fut inaugurée le 17 septembre 1988 en présence du sénateur Maurice Schumann, compagnon de la Libération, de la Maréchale Leclerc de Hautecloque et du général d'armée Jean Simon, chancelier de l'ordre de la Libération.
- Rue François de Guillebon, Salperwick (62)
- Ruelle de Guillebon, Menesble (21)
- Allée de la Famille de Guillebon, à Bazentin (80). Elle fut inaugurée en 1994, à l'occasion de la commémoration des 250 ans de la naissance de Jean-Baptiste de Monet de Lamarck à Bazentin.
- Allée de Guillebon, Guipavas (29)
- Le nom de François de Guillebon est inscrit sur le mémorial de l'Association française des services de la Défense nationale à Ramatuelle

Divers :
- Dans Les Hommes de sport de Bruno de Vaux, ouvrage préfacé par Alexandre Dumas (fils), un chapitre présente Antoine de Guillebon de Vaux (1825-1892), restaurateur du jeu de paume en France, au lendemain de la Révolution, dans son château du Frestoy-Vaux[32].

- Le chevalier André de Guillebon est le personnage principal du roman de Gaston Lavalley, Le Drame du Camp de Vaussieux[33].

- Dans son roman Le dernier Galop, l'écrivain Georges Fleury fait intervenir un "grand cavalier" qu'il nomme Pierre de Guillebon[34].

- Dans son roman dédié à Olympe de Gouges, La Donna che visse per un sogno (La Femme qui vécut pour un rêve), l'écrivain italien Maria Rosa Cutrufelli met en scène une aristocrate nommé Madame de Guillebon, épouse d'un certain Capitaine de Guillebon[35].

- Suzanne Turck de Laversay  a écrit un poème intitulé « Histoire d'un petit village » publié dans son recueil Aspirons à la Joie pure et divine (1947)[36], qui retrace l'histoire du château du Frestoy-Vaux et évoque le souvenir des Guillebon de Vaux.